# Gmina Michów
Die Gmina Michów ist eine Landgemeinde im Powiat Lubartowski der Woiwodschaft Lublin in Polen. Ihr Sitz ist das gleichnamige Dorf mit etwa 1700 Einwohnern.

## Gliederung
Zur Landgemeinde Michów gehören folgende 29 Ortschaften mit einem Schulzenamt:
Aleksandrówka
Anielówka
Budki
Chudowola
Elżbietów
Gawłówka
Giżyce
Gołąb
Gołąb-Kolonia
Katarzyn I
Katarzyn II
Krupy
Mejznerzyn
Meszno
Miastkówek
Michów
Młyniska
Natalin
Ostrów
Podlodówek
Rawa
Rudno
Rudzienko I
Rudzienko II
Rudzienko-Kolonia
Trzciniec
Węgielce
Wypnicha
Zofianówka
Weitere Orte der Gemeinde sind Kolonia Giżyce, Kruszyna, Lipniak und Wólka Michowska.